# Johann Rudolph Glauber

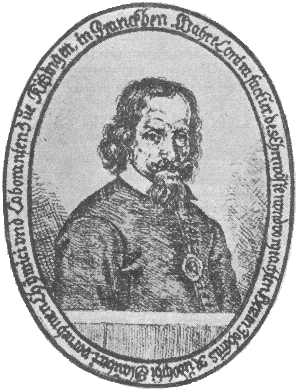
Johann Rudolph Glauber

Johan Rudolph Glauber, född omkring 1604, död 1670, var en tysk kemist. 
Glauber förde ett oroligt liv i olika länder och har, trots att han delade mycket av sin tids vidskepliga alkemistiska föreställningar, berikat den tekniska kemin med en mängd rön, bland annat rörande salpeterfabrikation, glasfabrikation, färgning, samt ättik- och sprittillverkning. Glauber nedlade stort arbete på studiet av hur råprodukter utnyttjas i kemiskt hänseende, och man har kallat honom den förste tekniske kemisten. Särskilt betydelsefulla var hans undersökningar över salters sönderdelning av syror och baser, vilket ledde till framställning av saltsyra och flera viktiga metallklorider samt till natriumsulfat, efter honom kallat glaubersalt. Tillhörande den iatrokemiska tiden, sysslade Glauber mycket med framställning av nya läkemedel, av vilka de flesta dock visat sig både verkningslösa och skadliga.